# Gustav Elfert

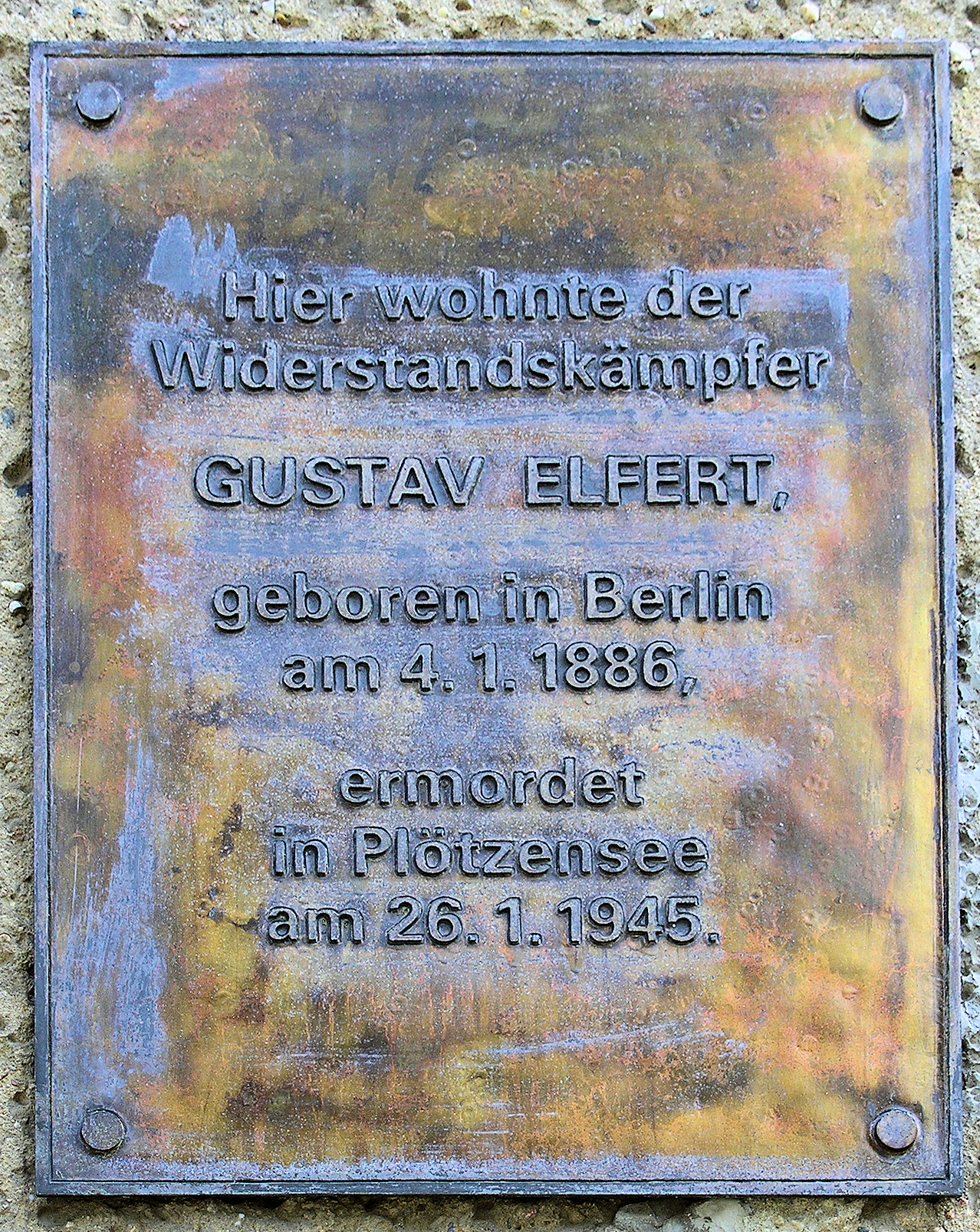
Gedenktafel in Berlin

Gustav Elfert (* 4. Januar 1886 in Berlin; † 26. Januar 1945 Berlin-Plötzensee) war ein deutscher Widerstandskämpfer gegen den Nationalsozialismus.

## Leben
Elfert war von Beruf Friseur und gehörte keiner Partei an. Nach einer Äußerung gegen den Krieg wurde er festgenommen, in Plötzensee inhaftiert und wegen Wehrkraftzersetzung zum Tode verurteilt.
Am Haus Strelitzer Straße 10, seiner ehemaligen Wohnung, befindet sich heute eine Gedenktafel.